# Paragorgia coralloides
Paragorgia coralloides is een zachte koraalsoort uit de familie Paragorgiidae. De koraalsoort komt uit het geslacht Paragorgia. Paragorgia coralloides werd in 1993 voor het eerst wetenschappelijk beschreven door Bayer. 